# غاز قهقهه‌زن کوچک
غاز قَهقَهه‌زن کوچک یا غاز غُلغُله‌گر کوچک (نام علمی: Branta hutchinsii minima)، همچنین به عنوان غاز ریج‌وی شناخته می‌شود، کوچک‌ترین زیرگونه غاز قهقهه‌زن و کوچک‌ترین نوع از غازهای گونه‌سفید است.
غاز ریج‌وی کوچک‌ترین نوع غازهای گونه‌سفید و دومین غاز کوچک در سردهٔ غازهای سیاه هستند که پس از عروس‌غاز قرار دارند. تنها کمی بزرگ‌تر از مرغابی سرسبز است و طول منقار آن ۳۲ میلی‌متر است.
صدای غازهای قهقهه‌زن کوچک به عنوان فریاد بلند توصیف می‌شوند. در پرواز، برخلاف غازهای کانادایی و زیرگونه‌های بزرگ‌تر از غازهای قهقهه‌زن، می‌توان آن را با بال‌زدن سریع شناسایی کرد.
غازهای قهقهه‌زن کوچک به تابستان‌گذرانی در غرب آلاسکا و زمستان‌گذارنی در دره ویلامت معروف هستند. همچنین شناخته شده‌است که در کالیفرنیا و جنوب واشینگتن یافت می‌شوند.